# 6 giorni delle Rose
La Sei giorni delle Rose è una competizione di ciclismo su pista che si svolge al velodromo Attilio Pavesi, presso lo Stadio Comunale di Fiorenzuola, ogni anno nel mese di luglio.
Gli atleti che vi prendono parte si sfidano in sei giorni di gare competitive.

## Albo d'oro

### Gara maschile

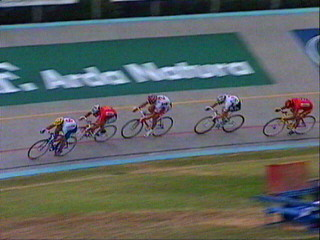
6 giorni delle rose

Aggiornato all'edizione 2024.
| Anno | Vincitori                             | Secondi                                | Terzi                                 |
| ---- | ------------------------------------- | -------------------------------------- | ------------------------------------- |
| 1998 | Giovanni Lombardi & Bruno Risi        | Adriano Baffi & Marco Villa            | Gerd Dörich & Carsten Wolf            |
| 1999 | Mario Cipollini & Andrea Collinelli   | Kurt Betschart & Bruno Risi            | Giovanni Lombardi & Silvio Martinello |
| 2000 | Andrea Collinelli & Silvio Martinello | Ivan Quaranta & Marco Villa            | Kurt Betschart & Bruno Risi           |
| 2001 | Ivan Quaranta & Marco Villa           | Stefan Steinweg & Erik Weispfenning    | Giovanni Lombardi & Scott McGrory     |
| 2002 | Matthew Gilmore & Scott McGrory       | Giovanni Lombardi & Bruno Risi         | Ivan Quaranta & Marco Villa           |
| 2003 | Juan Curuchet & Giovanni Lombardi     | Matthew Gilmore & Scott McGrory        | Davide Grabelli & Marco Villa         |
| 2004 | Giovanni Lombardi & Samuele Marzoli   | Iljo Keisse & Franco Marvulli          | Ivan Quaranta & Marco Villa           |
| 2005 | Matthew Gilmore & Iljo Keisse         | Samuele Marzoli & Marco Villa          | Juan Curuchet & Walter Pérez          |
| 2006 | Franco Marvulli & Marco Villa         | Marc Hester & Samuele Marzoli          | Sebastián Donadio & Mauro Richeze     |
| 2007 | Franco Marvulli & Bruno Risi          | Juan Curuchet & Walter Pérez           | Joan Llaneras & Marco Villa           |
| 2008 | Franco Marvulli & Bruno Risi          | Kenny De Ketele & Iljo Keisse          | Robert Slippens & Danny Stam          |
| 2009 | Alexander Aeschbach & Franco Marvulli | Jacopo Guarnieri & Bruno Risi          | Alois Kaňkovský & Petr Lazar          |
| 2010 | Michael Mørkøv & Alex Rasmussen       | Franco Marvulli & Walter Pérez         | Jacopo Guarnieri & Danny Stam         |
| 2011 | Jacopo Guarnieri & Elia Viviani       | Leif Lampater & Franco Marvulli        | Martin Bláha & Jiří Hochmann          |
| 2012 | Tristan Marguet & Franco Marvulli     | Milan Kadlec & Alois Kaňkovský         | Vojtěch Hačecký & Jiří Hochmann       |
| 2013 | Shane Archbold & Dylan Kennett        | Evgenij Kovalëv & Ivan Kovalëv         | Tristan Marguet & Loïc Perizzolo      |
| 2014 | Alex Buttazzoni & Marco Coledan       | Ivan Kovalëv & Nikolaj Žurkin          | Tristan Marguet & Olivier Beer        |
| 2015 | Alex Buttazzoni & Elia Viviani        | Francesco Lamon & Michele Scartezzini  | Jan Dostál & Ondřej Vendolský         |
| 2016 | Michele Scartezzini & Elia Viviani    | Morgan Kneisky & Benjamin Thomas       | Tristan Marguet & Gaël Suter          |
| 2017 | Morgan Kneisky & Benjamin Thomas      | Tristan Marguet & Théry Schir          | Ludek Lichnovský & Christos Volikakis |
| 2018 | Liam Bertazzo & Francesco Lamon       | Tristan Marguet & Théry Schir          | Raman Tsishkou & Yauheni Akhramenka   |
| 2019 | Michele Scartezzini & Davide Plebani  | Christos Volikakis & Zaferis Volikakis | Vitaly Hrniv & Roman Gladysh          |
| 2020 | Davide Plebani & Stefano Moro         | Francesco Lamon & Michele Scartezzini  | Yoeri Havik & Jan-Willem van Schip    |
| 2021 | Donavan Grondin & Benjamin Thomas     | Simone Consonni & Elia Viviani         | Tristan Marguet & Théry Schir         |
| 2022 | Filippo Ganna & Michele Scartezzini   | Bartosz Rudyk & Daniel Staniszewski    | Stefano Moro & Matteo Donegà          |
| 2023 | Elia Viviani & Michele Scartezzini    | Liam Walsh & Peter Moore               | Lev Gonov & Ivan Smirnov              |
| 2024 | Lev Gonov & Ivan Smirnov              | Victor Bugaenko & Danil Zarakovskiy    | Davide Boscaro & Michele Scartezzini  |

### Gara femminile
| Anno | Vincitrici                            | Seconde                            | Terze                                 |
| ---- | ------------------------------------- | ---------------------------------- | ------------------------------------- |
| 2021 | Clara Copponi & Marie Le Net          | Victoire Berteau & Marion Borras   | Rachele Barbieri & Vittoria Guazzini  |
| 2022 | Martina Fidanza & Letizia Paternoster | Daria Pikulik & Wiktoria Pikulik   | Lea Lin Teutenberg & Nikola Wielowska |
| 2023 | Byrony Botha & Michaea Drummond       | Lea Lin Teutenberg & Lena Reissner | Sara Fiorin & Lara Crestanello        |
| 2024 | Barbora Nemcova & Gabriela Bartova    | Patrycja Lorkowska & Maja Tracka   | Sally Carter & Keira Will             |